# Liste du patrimoine culturel immatériel de l'humanité en Irak
Cet article recense les pratiques inscrites au patrimoine culturel immatériel en Irak.

## Statistiques
L'Irak ratifie la convention pour la sauvegarde du patrimoine culturel immatériel le 6 janvier 2010. La première pratique protégée est inscrite en 2008.
En 2024, l'Irak compte 10 éléments inscrits au patrimoine culturel immatériel, tous sur la liste représentative.

## Listes

### Liste représentative
Les éléments suivants sont inscrits sur la liste représentative du patrimoine culturel immatériel de l'humanité :
| Élément                                                                                            | Type | Subdivision   | Année | Lien  | Notes | Illus. |
| -------------------------------------------------------------------------------------------------- | --- | ------------- | ----- | ----- | --- | ------ |
| Le maqâm iraquien                                                                                  | arts du spectacle |               | 2008  | 00076 | |        |
| Nawrouz, Novruz, Nowrouz, Nowrouz, Nawrouz, Nauryz, Nooruz, Nowruz, Navruz, Nevruz, Nowruz, Navruz | pratiques sociales, rituels et événements festifs |               | 2016  | 02097 | Partagé avec l'Afghanistan, l'Azerbaïdjan, l'Inde, l'Iran, le Kazakhstan, le Kirghizistan, l'Ouzbékistan, le Pakistan, le Tadjikistan, le Turkménistan et la Turquie Étendu en 2024 à la Mongolie       |        |
| La fête de Khidr Elias et l'expression des vœux                                                    | pratiques sociales, rituels et événements festifs |               | 2016  | 01159 | |        |
| Les connaissances, savoir-faire, traditions et pratiques associés au palmier dattier               | connaissances et pratiques concernant la nature et l'univers savoir-faire liés à l'artisanat traditionnel |               | 2019  | 01509 | Partagé avec l'Arabie saoudite, Bahreïn, l'Égypte, aux Émirats arabes unis, la Jordanie, le Koweït, le Maroc, la Mauritanie, Oman, la Palestine, le Qatar, le Soudan, la Tunisie et le Yémen            |        |
| Les services et l'hospitalité offerts pendant la visite de l'Arba'in                               | pratiques sociales, rituels et événements festifs |               | 2019  | 01474 | |        |
| Les savoir-faire artisanaux et artistiques traditionnels relatifs à l'Al-Naoor                     | arts du spectacle connaissances et pratiques concernant la nature et l’univers pratiques sociales, rituels et événements festifs savoir-faire liés à l’artisanat traditionnel traditions et expressions orales |               | 2021  | 01694 | |        |
| La calligraphie arabe : connaissances, compétences et pratiques                                    | pratiques sociales, rituels et événements festifs savoir-faire liés à l’artisanat traditionnel |               | 2021  | 01718 | Partagé avec l'Arabie saoudite, l'Algérie, Bahreïn, l'Égypte, les Émirats arabes unis, la Jordanie, le Koweït, le Liban, la Mauritanie, le Maroc, Oman, la Palestine, le Soudan, la Tunisie et le Yémen |        |
| L'artisanat et les arts traditionnels de la construction liés au mudhif                            | arts du spectacle connaissances et pratiques concernant la nature et l’univers pratiques sociales, rituels et événements festifs savoir-faire liés à l’artisanat traditionnel traditions et expressions orales | Sud de l'Irak | 2023  | 01950 | |        |
| Les arts, savoir-faire et pratiques associés à la gravure sur métaux (or, argent et cuivre)        | savoir-faire liés à l'artisanat traditionnel |               | 2023  | 01951 | Partagé avec l'Algérie, l'Arabie saoudite, l'Égypte, le Maroc, la Mauritanie, la Palestine, le Soudan, la Tunisie et le Yémen                                                                           |        |
| Le henné : rituels, esthétique et pratiques sociales                                               | pratiques sociales, rituels et événements festifs savoir-faire liés à l'artisanat traditionnel |               | 2024  | 02116 | Partagé avec l'Algérie, l'Arabie saoudite, Bahreïn, l'Égypte, les Émirats arabes unis, la Jordanie, le Koweït, le Maroc, la Mauritanie, Oman, la Palestine, le Qatar, le Soudan, la Tunisie et le Yémen |        |

### Patrimoine immatériel nécessitant une sauvegarde urgente
L'Irak ne compte aucun élément listé sur la liste du patrimoine immatériel nécessitant une sauvegarde urgente.

### Registre des meilleures pratiques de sauvegarde
L'Irak ne compte aucune pratique listée au registre des meilleures pratiques de sauvegarde.